# クラトフスキの定理
- クラトフスキーの定理

一般化ピーターセングラフG(9, 2)はK_{3,3}（緑の点が青い3点と、青い点が緑の3点と接続している）の細分を含むため、平面的グラフではない。

グラフ理論において、クラトフスキの定理（英：Kuratowski's theorem）とは、平面的グラフに対する禁止グラフの特徴づけを述べた定理である。カジミェシュ・クラトフスキにちなんで命名された。この定理は，有限グラフが平面的グラフであるためには、部分グラフとしてK5（5頂点の完全グラフ、五角形とその対角線5本からなる）やK3,3（3頂点ずつの完全2部グラフ、3つの頂点が他の3頂点とそれぞれ結ばれている）の細分を含まないことが必要十分であると述べる。
なお、K3,3は、utility graphの簡易な場合におけるグラフとしても知られている。